# 강형진
강형진(1978년 ~ )은 대한민국의 인권 운동가이자 시민 운동가이다.

## 약력
- 2003년 동성애자인권연대 뉴스레터 담당
- 2003년 반전 평화 운동에 참여하였다. 이어 이라크전 파병 반대운동에도 동참하였다.[1]
- 2003년 10월 22일 동성애자 인권연대 LGBT newsletter 창간에 참여
- 2004년 4월 15일 성 소수자들의 민주노동당 지지 선언에 참여[2]
- 2004년 8월 11일 ~ 8월 17일 2004 여름 동성애자 인권캠프 공동준비단 준비위원[3]
- 8월 11일 공동준비단의 강형진 씨는 "이번 캠프는 성 소수자들 삶의 이야기를 서로 나누는 자리로 만들고자 했다"며 "그 누구에게도 꺼내지 못했던 고민들을 드러내 이야기하고, 스스로의 정체성과 자신감을 찾아가는 기회가 될 수 있을 것"이라며 캠프 기획의도를 밝혔다.[3]

## 같이 보기
- 민주노동당
- 동성애자인권연대
- 정욜
- 장병권
- 곽이경
- 육우당

## 참조
1. ↑  "파병 결정은 미국의 침략전쟁 대리하는 것"
2. ↑  성적소수자, 민주노동당 지지선언 아이뉴스 2004.04.13
3. 1 2  "혼자가 아닌 함께 고민하는 자리가 될 것" 참세상 2004.08.11